# East Groin
Der East Groin (englisch für Ostgrat) ist ein schmaler Gebirgskamm im ostantarktischen Viktorialand. Auf der Südseite der Asgard Range bildet er die Ostwand des Flory Cirque.
Das Advisory Committee on Antarctic Names benannte ihn 1976 deskriptiv in Anlehnung an die Benennung des West Groin, der seinen Namen durch Teilnehmer der Terra-Nova-Expedition (1910–1913) unter der Leitung des britischen Polarforschers Robert Falcon Scott erhielt.